# Untereisesheim
Untereisesheim település Németországban, azon belül Baden-Württembergben. Lakosainak száma 4439 fő (2023. december 31.).

## Népesség
A település népessége az elmúlt években az alábbi módon változott:
| Lakosok száma | 1025 | 1258 | 2127 | 2752 | 3064 | 3470 | 3858 | 4101 | 4088 | 4439 |
|               | 1961 | 1967 | 1974 | 1980 | 1987 | 1993 | 2000 | 2006 | 2013 | 2023 |